# 13283 Dahart
A 13283 Dahart (ideiglenes jelöléssel 1998 QF51) a Naprendszer kisbolygóövében található aszteroida. A LINEAR projekt keretében fedezték fel 1998. augusztus 17-én.